# Nappy Brown

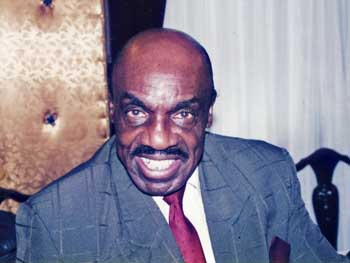
Nappy Brown, 1996

Napoleon Brown Goodson „Nappy“ Culp (* 12. Oktober 1929 in Charlotte, North Carolina; † 20. September 2008 in Charlotte, North Carolina') war ein vor allem in den 1950er Jahren populärer Blues-Sänger. Brown war bekannt dafür, die Konsonanten auf eine besondere Weise zu rollen. Angeblich glaubte Herman Lubinsky, der Leiter von Savoy Records, beim erstmaligen Hören, Brown sänge auf Jiddisch.

## Leben
Brown wuchs in Charlotte, North Carolina, auf, wo er schon früh begann, Gospel zu singen. Später wurde er Leadsänger der Heavenly Lights, einer religiösen Band, die schließlich nach Newark (New Jersey) zog, um bei dem dort ansässigen Plattenlabel Savoy Records zu unterschreiben. 1954 trennte sich Brown dann von den Heavenly Lights, um eine blues- und R&B-orientierte Solo-Karriere zu starten.
Unmittelbar nach Veröffentlichung seiner wenig erfolgreichen Debütsingle Is It True kam noch im gleichen Jahr, 1955, der Durchbruch mit Don’t Be Angry (Savoy 1155), das Platz 2 der R&B-Best-Seller-Charts erreichte. Noch im gleichen Jahr gelang ihm mit Pitter Patter (Savoy 1162) ein weiterer Top-Ten-Hit. Bis Ende der 1950er Jahre erschien noch eine Reihe weiterer Singles, darunter Open up That Door, Little by Little und The Right Time. Seinen dritten und letzten R&B-Top-Ten-Hit hatte er 1958 mit dem Titel It Don’t Hurt No More (Savoy 1551), der Platz 8 der R&B-Charts erreichte und in den Pop-Charts Platz 89. Einen letzten, eher bescheidenen Hitparadenerfolg, der es bis Platz 22 schaffte, hatte Brown 1959 mit dem Titel I Cried Like A Baby (Savoy 1575). Es war eine Neuausgabe einer Aufnahme aus dem Jahr 1956, bei der er vom Kelly Owens Orchester begleitet wurde. Auf vielen von Browns Songs waren markante Saxophon-Solos von Größen wie Sam „The Man“ Taylor, Budd Johnson und Al Sears zu hören. Doch das Ende des Jahrzehntes stellte vorerst auch das Ende von Browns Musikkarriere dar.
Mitte der 1980er Jahre hatte Brown ein Comeback, als er 1984 mit den Heartfixers als Backing-Band das Blues-Album Tore Up veröffentlichte. Bis in die 1990er Jahre hinein veröffentlichte er regelmäßig Alben. 
Brown starb am 20. September 2008 in seiner Heimatstadt Charlotte.

## Diskographie (Alben)
- Don’t Be Angry (1954 auf Savoy Jazz)
- That Man (1954 auf Swift)
- Nappy Brown Sings (1955 auf Savoy)
- The Right Time (1958 auf Savoy)
- I Done Got Over (1983 auf Stockholm)
- Tore Up (1984 auf Alligator)
- Something Gonna Jump out the Bushes (1987 auf Black Top Records)
- Just for Me (1988 auf JSP)
- Deep Sea Diver (1989 auf Meltone; live)
- Apples & Lemons (1990 auf Ichiban)
- Aw! Shucks (1991 auf Ichiban)
- I’m a Wild Man (1995 auf New Moon)
- Who’s Been Foolin’ You (1997 auf New Moon)